# Nationalmuseum Kiewer Gemäldegalerie
Das Nationalmuseum Kiewer Gemäldegalerie (ukrainisch Національний музей «Київська картинна галерея»), kurz Kiewer Nationale Gemäldegalerie (Київська національна картинна галерея) ist ein Kunstmuseum in der ukrainischen Hauptstadt Kiew. Bis zum 25. Januar 2017 nannte es sich Nationales Museum der russischen Kunst.
Das Museum besitzt eine der bedeutendsten Kunstsammlungen der Ukraine mit mehr als 12.000 Exponaten. Es befindet sich in der Tereschtschenkiwska-Straße (Терещенківська вулиця) Nr. 9 im Kiewer Stadtbezirk Schewtschenko am Schewtschenko-Park und ist täglich von Montag bis Donnerstag von 10:00 bis 17:00 Uhr geöffnet.
Im sogenannten Schokoladenhaus in Kiew befindet sich mit der Bildergalerie der Kinder eine Filiale des Museums.

## Geschichte
Das Museum wurde am 12. November 1922 als Kiewer Gemäldegalerie in der Villa des ukrainischen Unternehmers, Philanthropen und Sammlers Fedir Tereschtschenko auf Grundlage verstaatlichter Privatsammlungen, deren größte die Kunstsammlung der Kiewer Industriellen und Philanthropen Tereschtschenko war, gegründet.
Als Sicherheitsmaßnahme während des russisch-ukrainischen Krieges wurden zu Ende des Jahres 2022 zahlreiche Werke des Museums in die Schweiz, sowohl nach Basel als auch Genf, gebracht. Das Kunstmuseum Basel organisierte in diesem Rahmen die Ausstellung «Born in Ukraine», in der insgesamt 49 Gemälde der Kiewer Gemäldegalerie ausgestellt wurden. In der Ausstellung wurden die Werke von 31 Künstlerinnen und Künstlern zwischen dem 18. und 20. Jahrhundert gezeigt, die hier nicht nur Schutz fanden, sondern ebenfalls kunsthistorisch mit Blick auf die ukrainische Kultur neu kontextualisiert wurden. Die Ausstellung fand zeitgleich neben der im Musée Rath in Genf organisierten Ausstellung «From Dusk to Dawn» statt.

## Ausstellung
Die chronologisch geordnete Ausstellung des Museums befindet sich in mehr als 30 Sälen und enthält eine Sammlung von Ikonen aus dem 13. bis 17. Jahrhundert und eine Gemäldesammlung von Werken aus dem 18. bis 20. Jahrhundert mit Kunstwerken unter anderem von Iwan Aiwasowski, Mark Antokolski, Wladimir Borowikowski, Konstantin Korowin, Iwan Kramskoi, Boris Kustodijew, Iljitsch Lewitan, Dmitri Lewizki, Michail Nesterow, Ilja Repin, Alexei Sawrassow, Dawid Schterenberg, Iwan Schischkin, Walentin Serow, Rufin Sudkowskyj, Wassili Tropinin, Wassili Wereschtschagin und Michail Wrubel.

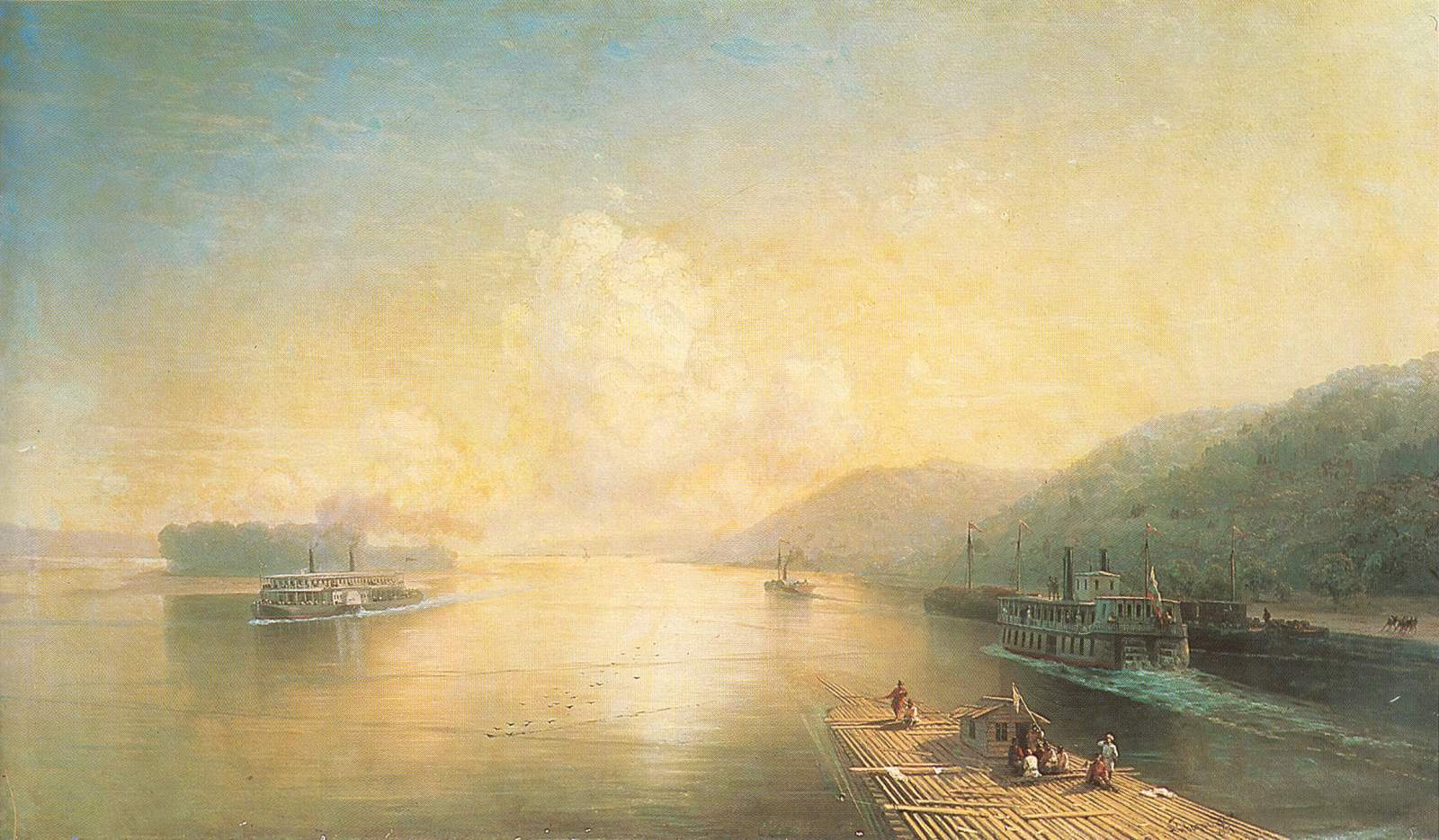
Iwan Aiwasowski; Wolga bei Schiguli
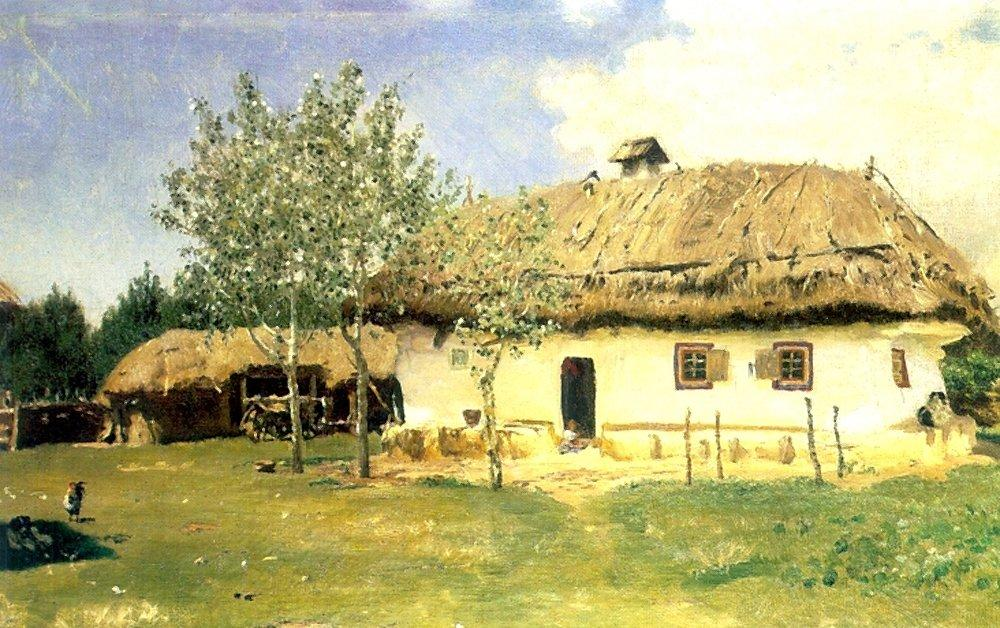
Ilja Repin; Ukrainisches Bauernhaus
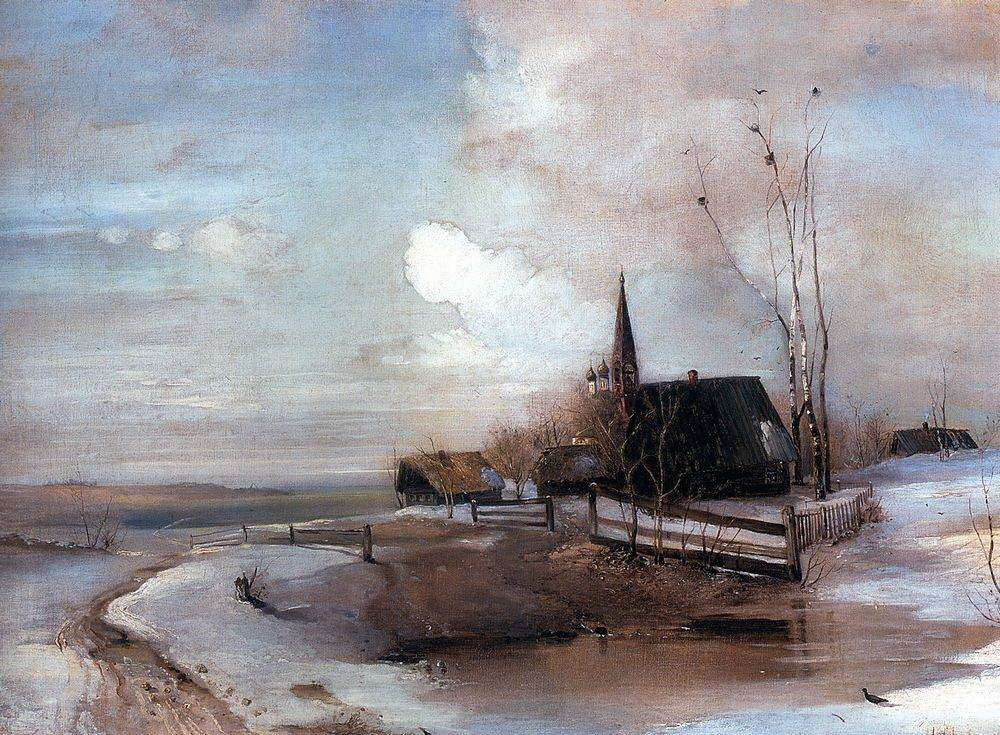
Alexei Sawrassow; Vorfrühling
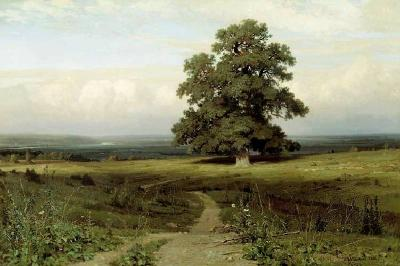
Iwan Schischkin; In der Mitte vom Tal
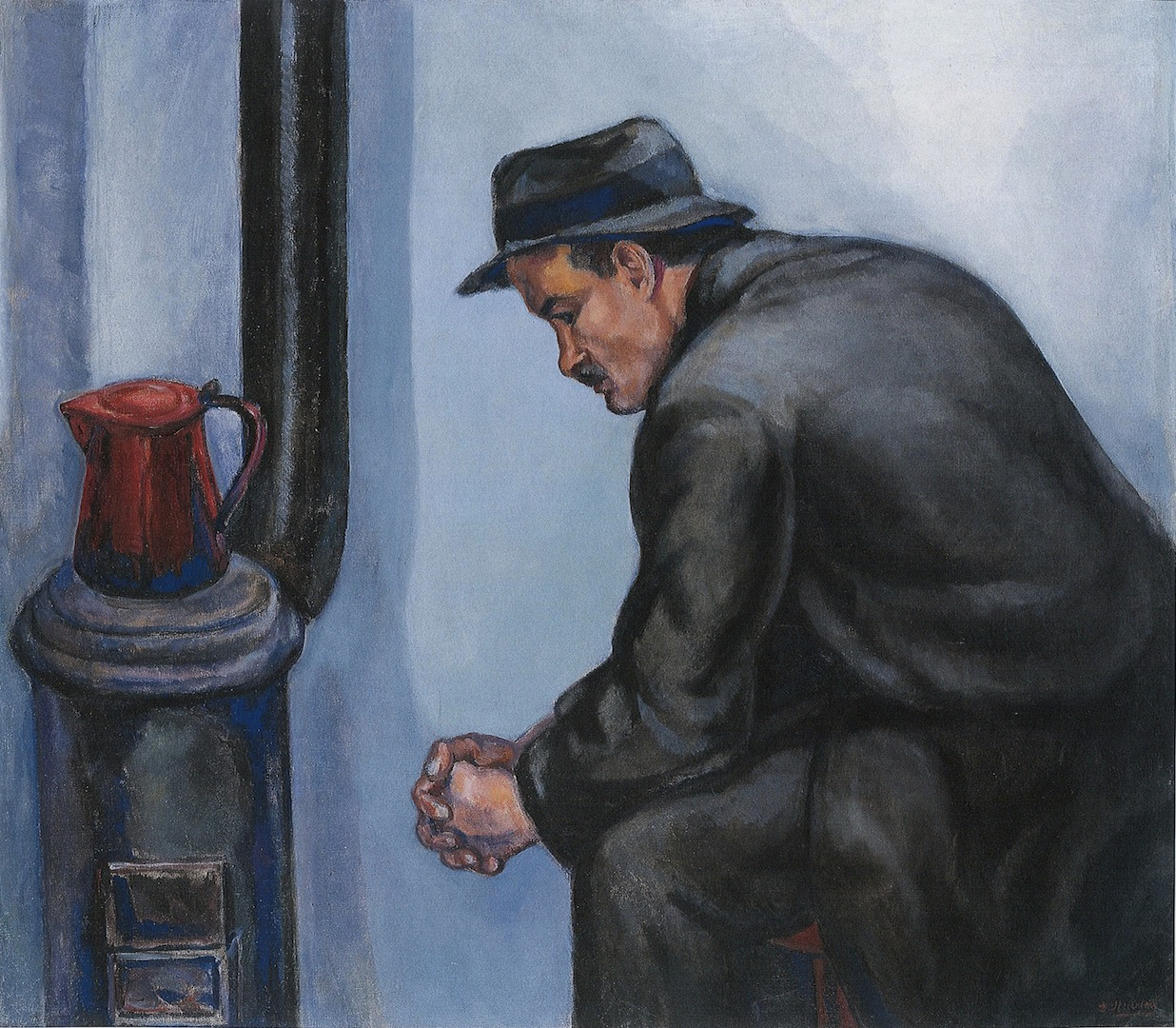
Dawid Schterenberg; Immigrant
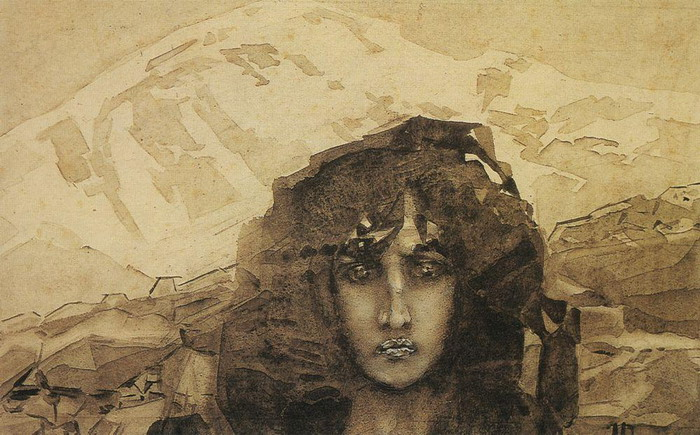
Michail Wrubel; Dämon 1891